# 凱爾梅區
凱爾梅區是立陶宛希奧利艾縣内的市镇，行政中心为凱爾梅。市镇面積为1,705平方公里，2020年人口数量为25,382人。